# Língua gogo
A língua gogo é uma língua bantu falada pelo povo gogo na Região de Dodoma, Tanzânia. Essa língua também é falada no distrito de Manyoni. 

## Dialetos
O gogo é dividido em três dialetos: nyambwa (cinyambwa ou gogo ocidental) falada a oeste de Dodoma e em Manyoni, nyaugogo (cinyaugogo ou gogo central) falado na região de Dodoma, e tumba (citumba ou gogo oriental) falado no leste. 

## Classificação
Essa língua pertence ao grupo gogo juntamente com a língua kagulo com a qual compartilha 56% de similaridade lexical, fato que leva alguns estudiosos a classificar o kagulu como um dialeto do gogo. 
O gogo também possui 50% de similaridade com as línguas hehe e sagu (ambas do grupo bena-kinga) (G.60), 48% com a língua kimbu e 45% com a língua nilamba (essas duas últimas pertencem ao grupo F das línguas bantus centrais). 

## Falantes
O gogo é falado tanto por cristãos quanto pos muçulmanos, sendo a principal língua da Igreja Anglicana da Tanzânia.

## Escrita
A forma do alfabeto latino usa pelo Gogo não usa as letras Q, R, X. Usam-se as formas Ng e Ny.

## Fonologia

### Consoantes
|             |             | Labial | Alveolar | Palatal | Velar | Glotal |
| ----------- | ----------- | ------ | -------- | ------- | ----- | ------ |
| Nasal       | Nasal       | m      | n        | ɲ       | ŋ     |        |
| Plosiva     | surda       | p      | t        | c       | k     |        |
| Plosiva     | sonora      | b      | d        | ɟ       | ɡ     |        |
| Fricativa   | surda       | f      | s        |         |       | h      |
| Fricativa   | sonora      | v      | z        |         |       |        |
| Aproximante | Aproximante |        | l        | j       | w     |        |

- /k, ɡ/ tornam-se consoantes palatais quando precedem /i, e/; [c, ɟ].
- As consoantes nasais quando as paradas de surda anteriores são surdas; [m̥ n̥ ɳ̊ ŋ̊].
- As consoantes surda são em sua maioria aspiradas ocorrendo após as nasais; [pʰ tʰ cʰ kʰ].

### Vogais
|         | Anterior | Central | Posterior |
| ------- | -------- | ------- | --------- |
| Fechada | i iː     |         | u uː      |
| Medial  | e eː     |         | o oː      |
| Aberta  |          | a aː    |           |

As vogais podem ser curtas ou lonas, essa útima repesentadas duplicadas.

## Amostra de texto
(Yohana 3:16) - Ku soko u Mulungu yayenda yinze nha vivi, sunga yakamulavya Mwanagwe we ciwene, na muli wose mono yakumwihuwila, yalece kwajilila, langa yawe no wumi we cibitilila. 
Português’ 
(João 3:16) - Porque Deus amou o mundo de tal maneira que deu o seu Filho unigênito, para que todo aquele que nele crê não pereça, mas tenha a vida eterna..<ref>[.https://www.kingjamesbibleonline.org/John-3-16/ <ref>[King James Bible]<ref>